# Lamar Hunt U.S. Open Cup 2012
De Lamar Hunt U.S. Open Cup 2012 is een Amerikaans voetbaltoernooi, dat zal beginnen op 25 mei 2012 en eindigden met de finale op 7 augustus 2012 De titelhouder is Seattle Sounders FC die vorig seizoen Chicago Fire met 2-1 versloeg in de finale. De winnaar plaatst zich voor de Groepsfase van de CONCACAF Champions League 2013/14.

## Gekwalificeerde teams
| MLS Alle zestien teams | NASL/USL-Pro Alle teams (6)/(10) | USL PDL 16 teams | NPSL/USASA/USCS 6.5 teams/9 teams/0.5 teams |
| - Chicago Fire - Chivas USA - Colorado Rapids - Columbus Crew - FC Dallas - D.C. United - Houston Dynamo - Los Angeles Galaxy - New England Revolution - New York Red Bulls - Philadelphia Union - Portland Timbers - Real Salt Lake - San Jose Earthquakes - Seattle Sounders FC - Sporting Kansas City | NASL - Atlanta Silverbacks - Carolina RailHawks - Fort Lauderdale Strikers - NSC Minnesota Stars - San Antonio Scorpions - Tampa Bay Rowdies USL-Pro - Charleston Battery - Charlotte Eagles - Dayton Dutch Lions - Harrisburg City Islanders - Los Angeles Blues - Orlando City SC - Pittsburgh Riverhounds - Richmond Kickers - Rochester Rhinos - Wilmington Hammerheads | - Carolina Dynamo - Chicago Fire Premier - Des Moines Menace - El Paso Patriots - Fresno Fuego - Kitsap Pumas - Laredo Heat - Long Island Rough Riders - Michigan Bucks - Mississippi Brilla - MPS Portland Phoenix - Orlando City U-23 - Portland Timbers U23's - Reading United AC - Real Colorado Foxes - Ventura County Fusion | National Premier Soccer League - Brooklyn Italians - Erie Admirals SC - Jacksonville United - Milwaukee Bavarians - Fullerton Rangers - Georgia Revolution - FC Sonic Lehigh Valley United States Adult Soccer Association n.n.b. United States Club Soccer n.n.b. |

## Speeldagen
| Datum                              | Ronde        | Opmerking                                                                                  |
| ---------------------------------- | ------------ | ------------------------------------------------------------------------------------------ |
| 15 mei 2012                        | Eerste Ronde | 16 USL PDL, 9 USASA, 6 NPSL, en 1 NPSL/USCS clubs starten in deze ronde                    |
| 22 mei 2012                        | Tweede Ronde | 16 NASL & USL-Pro clubs starten in deze ronde                                              |
| 29 mei 2012                        | Derde Ronde  | 16 MLS clubs beginnen in deze ronde, elke team speelt tegen de winnaar van de Tweede Ronde |
| 5 juni 2012                        | Vierde Ronde |                                                                                            |
| 26 juni 2012                       | Kwartfinale  |                                                                                            |
| 10 juli 2012                       | Halve Finale |                                                                                            |
| 7 augustus 2012 of 8 augustus 2012 | Finale       |                                                                                            |

## Programma

### Vierde Ronde
|                       |                                                    |     |                                          |                                                                                      |
| 5 juni 2012 19:07 EDT | Chivas USA                                         | 2–1 | Carolina RailHawks                       | Stadion: WakeMed Soccer Park, Cary, NC Toeschouwers: 7,117 Scheidsrechter: Ted Unkel |
| 5 juni 2012 19:07 EDT | Agudelo 31' Gavin 37' Riley 74' Ángel 90+3' (pen.) |     | Low 35' Ortiz 48' Lowery 55' Palacio 79' | Stadion: WakeMed Soccer Park, Cary, NC Toeschouwers: 7,117 Scheidsrechter: Ted Unkel |
| 5 juni 2012 19:07 EDT |                                                    |     |                                          | Stadion: WakeMed Soccer Park, Cary, NC Toeschouwers: 7,117 Scheidsrechter: Ted Unkel |
| 5 juni 2012 19:07 EDT |                                                    |     |                                          | Stadion: WakeMed Soccer Park, Cary, NC Toeschouwers: 7,117 Scheidsrechter: Ted Unkel |
|                       |                                                    |     |                                          |                                                                                      |

|                       |                                        |            |                                                                                          |                                                                                                   |
| 5 juni 2012 19:05 EDT | New York Red Bulls                     | 1–3 (n.v.) | Harrisburg City Islanders                                                                | Stadion: Skyline Sports Complex, Harrisburg, PA Toeschouwers: 1,477 Scheidsrechter: Robert Sibiga |
| 5 juni 2012 19:05 EDT | Lade 58' Arteaga 90+2' Holgersson 120' |            | Touray 13', 94' Duckett 28' Welker 38' Pelletier 87' Basso 90+2' Noble 115' Mkosana 117' | Stadion: Skyline Sports Complex, Harrisburg, PA Toeschouwers: 1,477 Scheidsrechter: Robert Sibiga |
| 5 juni 2012 19:05 EDT |                                        |            |                                                                                          | Stadion: Skyline Sports Complex, Harrisburg, PA Toeschouwers: 1,477 Scheidsrechter: Robert Sibiga |
| 5 juni 2012 19:05 EDT |                                        |            |                                                                                          | Stadion: Skyline Sports Complex, Harrisburg, PA Toeschouwers: 1,477 Scheidsrechter: Robert Sibiga |
|                       |                                        |            |                                                                                          |                                                                                                   |

|                       |                                                                        |            |                                          |                                                                                                |
| 5 juni 2012 19:30 EDT | Philadelphia Union                                                     | 2–1 (n.v.) | D.C. United                              | Stadion: Maryland SoccerPlex, Boyds, MD Toeschouwers: 3,276 Scheidsrechter: Jose Carlos Rivero |
| 5 juni 2012 19:30 EDT | Carroll 45+1' Valdes 55', 113' Martinez 64' M. Farfan 82' Hoppenot 93' |            | McDonald 13', 113' Dudar 27' Wolff 45+1' | Stadion: Maryland SoccerPlex, Boyds, MD Toeschouwers: 3,276 Scheidsrechter: Jose Carlos Rivero |
| 5 juni 2012 19:30 EDT |                                                                        |            |                                          | Stadion: Maryland SoccerPlex, Boyds, MD Toeschouwers: 3,276 Scheidsrechter: Jose Carlos Rivero |
| 5 juni 2012 19:30 EDT |                                                                        |            |                                          | Stadion: Maryland SoccerPlex, Boyds, MD Toeschouwers: 3,276 Scheidsrechter: Jose Carlos Rivero |
|                       |                                                                        |            |                                          |                                                                                                |

|                       |                               |            |                 |                                                                                          |
| 5 juni 2012 19:30 EDT | Dayton Dutch Lions            | 2–1 (n.v.) | 'Michigan Bucks | Stadion: Oakland University Soccer Field, Rochester, MI Scheidsrechter: Kevin Terry, Jr. |
| 5 juni 2012 19:30 EDT | Garner 13' DeLasse 97' (pen.) |            | Grant 55'       | Stadion: Oakland University Soccer Field, Rochester, MI Scheidsrechter: Kevin Terry, Jr. |
| 5 juni 2012 19:30 EDT |                               |            |                 | Stadion: Oakland University Soccer Field, Rochester, MI Scheidsrechter: Kevin Terry, Jr. |
| 5 juni 2012 19:30 EDT |                               |            |                 | Stadion: Oakland University Soccer Field, Rochester, MI Scheidsrechter: Kevin Terry, Jr. |
|                       |                               |            |                 |                                                                                          |

|                       |                                         |     |                                                     | |
| 5 juni 2012 19:30 CDT | Colorado Rapids                         | 0–2 | Sporting Kansas City                                | Stadion: Livestrong Sporting Park, Kansas City, KS Toeschouwers: 14,868 Scheidsrechter: Matthew Foerster |
| 5 juni 2012 19:30 CDT | Larentowicz 58' Freeman 85' LaBauex 88' |     | Collin 14' Pickens 27' (e.d.) César 33' Bunbury 79' | Stadion: Livestrong Sporting Park, Kansas City, KS Toeschouwers: 14,868 Scheidsrechter: Matthew Foerster |
| 5 juni 2012 19:30 CDT |                                         |     |                                                     | Stadion: Livestrong Sporting Park, Kansas City, KS Toeschouwers: 14,868 Scheidsrechter: Matthew Foerster |
| 5 juni 2012 19:30 CDT |                                         |     |                                                     | Stadion: Livestrong Sporting Park, Kansas City, KS Toeschouwers: 14,868 Scheidsrechter: Matthew Foerster |
|                       |                                         |     |                                                     | |

|                          |                                          |            |                       |                                                                                         |
| 5 juni 2012 19:30 PM CDT | Charlotte Eagles                         | 2–1 (n.v.) | San Antonio Scorpions | Stadion: Heroes Stadium, San Antonio, TX Toeschouwers: 5,112 Scheidsrechter: Jasen Anno |
| 5 juni 2012 19:30 PM CDT | Grousis 27' Bateau 61' Salles 117' (pen) |            | Campos 75'            | Stadion: Heroes Stadium, San Antonio, TX Toeschouwers: 5,112 Scheidsrechter: Jasen Anno |
| 5 juni 2012 19:30 PM CDT |                                          |            |                       | Stadion: Heroes Stadium, San Antonio, TX Toeschouwers: 5,112 Scheidsrechter: Jasen Anno |
| 5 juni 2012 19:30 PM CDT |                                          |            |                       | Stadion: Heroes Stadium, San Antonio, TX Toeschouwers: 5,112 Scheidsrechter: Jasen Anno |
|                          |                                          |            |                       |                                                                                         |

|                       |              |     |                                                           |                                                                                                  |
| 5 juni 2012 19:00 PDT | Cal FC       | 0–5 | Seattle Sounders FC                                       | Stadion: Starfire Sports Complex, Tukwila, WA Toeschouwers: 3,894 Scheidsrechter: Daniel Radford |
| 5 juni 2012 19:00 PDT | Menjivar 74' |     | Alonso 19' 50', 70' Ochoa 45' Montero 58', 68' Caskey 66' | Stadion: Starfire Sports Complex, Tukwila, WA Toeschouwers: 3,894 Scheidsrechter: Daniel Radford |
| 5 juni 2012 19:00 PDT |              |     |                                                           | Stadion: Starfire Sports Complex, Tukwila, WA Toeschouwers: 3,894 Scheidsrechter: Daniel Radford |
| 5 juni 2012 19:00 PDT |              |     |                                                           | Stadion: Starfire Sports Complex, Tukwila, WA Toeschouwers: 3,894 Scheidsrechter: Daniel Radford |
|                       |              |     |                                                           |                                                                                                  |

|                       |                                    |     |                                         | |
| 5 juni 2012 20:00 PDT | Minnesota Stars                    | 0–1 | San Jose Earthquakes                    | Stadion: Laird Q. Cagan Stadium, Stanford, CA Toeschouwers: 1,548 Scheidsrechter: Alejandro Mariscal |
| 5 juni 2012 20:00 PDT | Altman 42' Davis 60' Kallman 90+3' |     | Beitashour 46' Corrales 55' Lenhart 85' | Stadion: Laird Q. Cagan Stadium, Stanford, CA Toeschouwers: 1,548 Scheidsrechter: Alejandro Mariscal |
| 5 juni 2012 20:00 PDT |                                    |     |                                         | Stadion: Laird Q. Cagan Stadium, Stanford, CA Toeschouwers: 1,548 Scheidsrechter: Alejandro Mariscal |
| 5 juni 2012 20:00 PDT |                                    |     |                                         | Stadion: Laird Q. Cagan Stadium, Stanford, CA Toeschouwers: 1,548 Scheidsrechter: Alejandro Mariscal |
|                       |                                    |     |                                         | |

### Kwartfinales
|                        |                                                       |      |                                                                  |                                |
| 26 juni 2012 19:30 EDT | Harrisburg City Islanders                             | 2 -5 | Philadelphia Union                                               | Stadion: PPL Park, Chester, PA |
| 26 juni 2012 19:30 EDT | Ombiji 51' Langley 54' 74' Marshall 60' Pelletier 78' |      | Adu 5' (pen.) McInerney 9' 90+2' Pajoy 29', 68' (pen.) Gómez 81' | Stadion: PPL Park, Chester, PA |
| 26 juni 2012 19:30 EDT |                                                       |      |                                                                  | Stadion: PPL Park, Chester, PA |
| 26 juni 2012 19:30 EDT |                                                       |      |                                                                  | Stadion: PPL Park, Chester, PA |
|                        |                                                       |      |                                                                  |                                |

|                        |                    |                         |                      |                                                                         |
| 26 juni 2012 19:30 CDT | Dayton Dutch Lions | 0 - 3                   | Sporting Kansas City | Stadion: Livestrong Sporting Park, Kansas City, KS Toeschouwers: 15.167 |
| 26 juni 2012 19:30 CDT |                    | Sapong 4', 59' Zusi 56' |                      | Stadion: Livestrong Sporting Park, Kansas City, KS Toeschouwers: 15.167 |
| 26 juni 2012 19:30 CDT |                    |                         |                      | Stadion: Livestrong Sporting Park, Kansas City, KS Toeschouwers: 15.167 |
| 26 juni 2012 19:30 CDT |                    |                         |                      | Stadion: Livestrong Sporting Park, Kansas City, KS Toeschouwers: 15.167 |
|                        |                    |                         |                      |                                                                         |

|                        |                  |       |                   |                                                           |
| 26 juni 2012 19:30 PDT | Charlotte Eagles | 1 - 2 | Chivas USA        | Stadion: Titan Stadium, Fullerton, CA Toeschouwers: 1.500 |
| 26 juni 2012 19:30 PDT | Salles 89'       |       | Correa 65', 90+4' | Stadion: Titan Stadium, Fullerton, CA Toeschouwers: 1.500 |
| 26 juni 2012 19:30 PDT |                  |       |                   | Stadion: Titan Stadium, Fullerton, CA Toeschouwers: 1.500 |
| 26 juni 2012 19:30 PDT |                  |       |                   | Stadion: Titan Stadium, Fullerton, CA Toeschouwers: 1.500 |
|                        |                  |       |                   |                                                           |

|                        |                                         |      |                                             |                                                           |
| 26 juni 2012 19:30 PDT | Seattle Sounders FC                     | 1 -0 | San Jose Earthquakes                        | Stadion: Kezar Stadium, San Francisco Toeschouwers: 7.219 |
| 26 juni 2012 19:30 PDT | Cato 19' Scott 51' Rose 82' Burch 90+4' |      | Gordon 49', 90+3' Beitashour 68' Morrow 75' | Stadion: Kezar Stadium, San Francisco Toeschouwers: 7.219 |
| 26 juni 2012 19:30 PDT |                                         |      |                                             | Stadion: Kezar Stadium, San Francisco Toeschouwers: 7.219 |
| 26 juni 2012 19:30 PDT |                                         |      |                                             | Stadion: Kezar Stadium, San Francisco Toeschouwers: 7.219 |
|                        |                                         |      |                                             |                                                           |

### Halve finales
|                        |                                                |     |                                                     |                                |
| 11 juli 2012 19:30 EDT | Sporting Kansas City                           | 2-0 | Philadelphia Union                                  | Stadion: PPL Park, Chester, PA |
| 11 juli 2012 19:30 EDT | Nagamura 52' Peterson 65' Collin 77' Zusi 90+' |     | G. Farfan 30' M. Farfan 52' Lahoud 57' Williams 62' | Stadion: PPL Park, Chester, PA |
| 11 juli 2012 19:30 EDT |                                                |     |                                                     | Stadion: PPL Park, Chester, PA |
| 11 juli 2012 19:30 EDT |                                                |     |                                                     | Stadion: PPL Park, Chester, PA |
|                        |                                                |     |                                                     |                                |

|                        |                                 |     |                                                |                                               |
| 11 juli 2012 19:00 PDT | Chivas USA                      | 1–4 | Seattle Sounders FC                            | Stadion: Starfire Sports Complex, Tukwila, WA |
| 11 juli 2012 19:00 PDT | Minda 44' Romero 74' Califf 78' |     | Johnson 31' Alonso 42' 48' Evans 83' Ochoa 88' | Stadion: Starfire Sports Complex, Tukwila, WA |
| 11 juli 2012 19:00 PDT |                                 |     |                                                | Stadion: Starfire Sports Complex, Tukwila, WA |
| 11 juli 2012 19:00 PDT |                                 |     |                                                | Stadion: Starfire Sports Complex, Tukwila, WA |
|                        |                                 |     |                                                |                                               |

### Finale
|                      |                                                 |                       |                                      |                                                                                            |
| 8 augustus 19:30 CDT | Seattle Sounders                                | 1 – 1 (na extra tijd) | Sporting Kansas City                 | Livestrong Sporting Park, Kansas City Toeschouwers: 18.863 Scheidsrechter: Ricardo Salazar |
| 8 augustus 19:30 CDT | Rosales 57' Ianni 73', 119' Scott 86' Scott 93' | Report Verslag        | Kamara 83' (pen.)                    | Livestrong Sporting Park, Kansas City Toeschouwers: 18.863 Scheidsrechter: Ricardo Salazar |
| 8 augustus 19:30 CDT | Strafschoppen                                   |                       |                                      | Livestrong Sporting Park, Kansas City Toeschouwers: 18.863 Scheidsrechter: Ricardo Salazar |
| 8 augustus 19:30 CDT | Evans Burch Alonso Tiffert Johnson              | 2 – 3                 | Kamara Espinoza Besler Zusi Nagamura | Livestrong Sporting Park, Kansas City Toeschouwers: 18.863 Scheidsrechter: Ricardo Salazar |